# سیدریت
سیدریت (به انگلیسی: Siderite) با فرمول شیمیایی FeCO3 از مجموعه کانی هاست و از کلمه یونانی Sideros یعنی آهن اخذ شده‌است. محلول در HCl FeO:۶۲٫۰۱٪ CO۲:۳۷٫۹۹٪ همراه با ادخال‌های: Mg,Ca,Mn,Zn پوشش فلزی برای اولین بار در آلمان غربی کشف شد و از نظر شکل بلور: رمبوئدر - به ندرت قرصی شکل - منشوری -، رنگ: متمایل به زرد - قهوه‌ای - زرد قهوه‌ای - خاکستری - قهوه‌ای تیره -، شفافیت: غیر شفاف - نیمه شفاف، شکستگی: صدفی - نامنظم - کامل، جلا: شیشه‌ای - نیمه مات، رخ: کامل - مطابق با سطح، سیستم تبلور: رمبوئدریک و در رده‌بندی کربنات است همچنین خاصیت مغناطیسی متغیر و منشأ تشکیل آن هیدروترمال - متاسوماتیک - پگماتیتی - است.
همایند کانی‌شناسی (پارانژ) آن اشعه X و واکنش‌های شیمیائیدولومیت - آنکریت - ماگنزیت- کالکوپیریت- تترائدریت- کلسیت- آنکریت- باریت- پیریت- کوارتز و غیرهپنوماتولیتی - رسوبی به ندرت ماکله است
، از نظر ژیزمان بلوری - توده‌ای - فشرده - انگورهای کامل - پسودومرف فراوان ; آلمان غربی و شرقی، اطریش، چک و اسلواکی، انگلیس، اسپانیا، فرانسه، آمریکا و الجزایر یافت می‌شود.

## نگارخانه

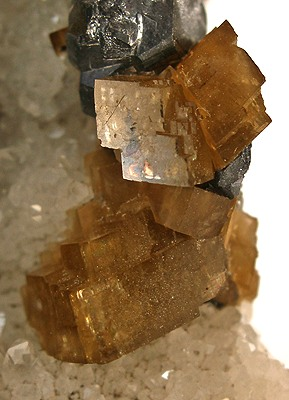
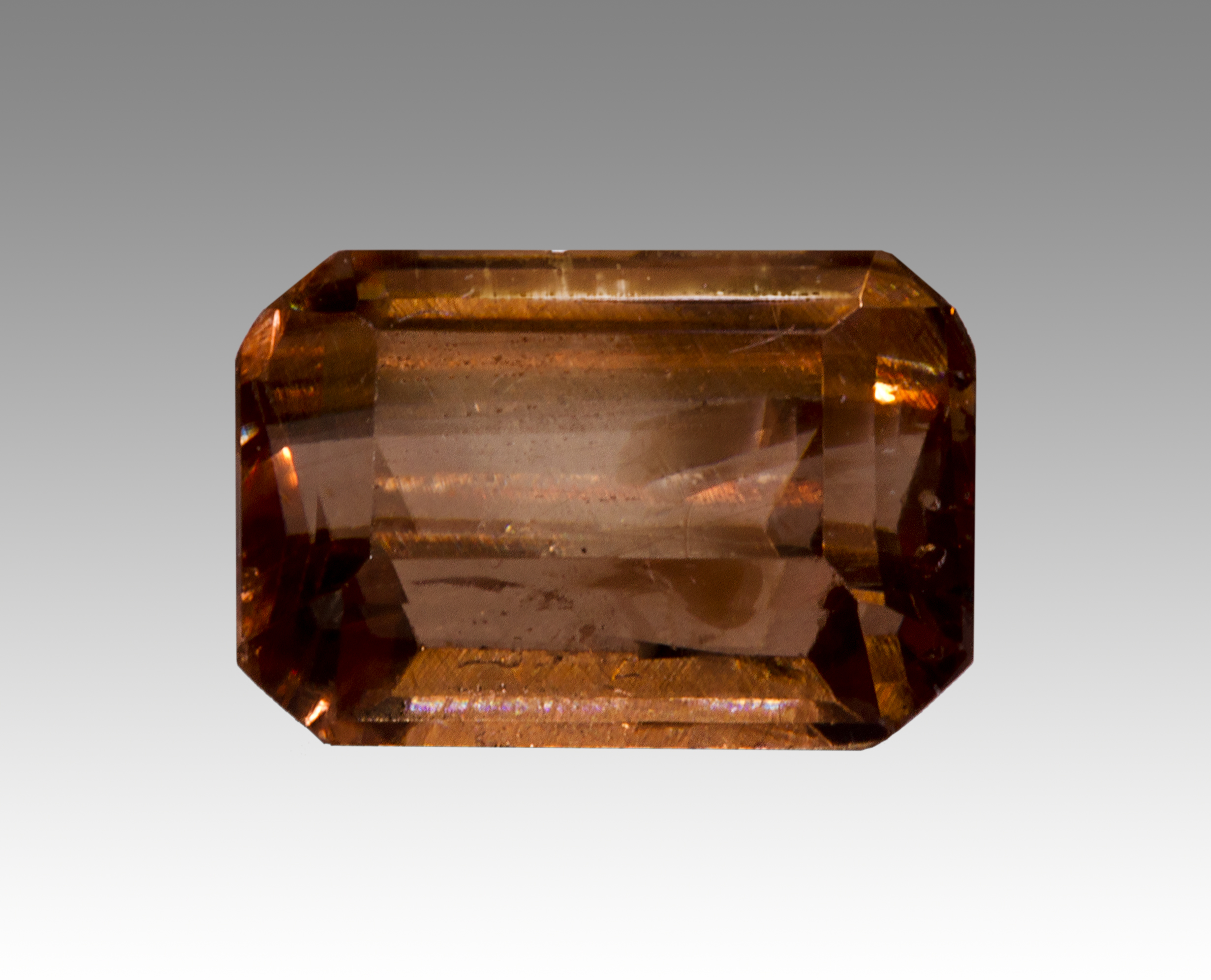